# Drago Koš
Drago Koš (Prevaljah, 1961. január 13. –) szlovén nemzetközi labdarúgó-játékvezető. Polgári foglalkozása államigazgatási dolgozó, a szlovén Bűnügyi Igazgatóság igazgatóhelyettese, a GRECO és szlovén korrupcióellenes bizottság elnöke. Az Európa Tanács szervezett bűnözés szakértői csoportjának tagja.

## Pályafutása

### Nemzeti játékvezetés
Ellenőreinek, sportvezetőinek javaslatára 1998-ban lett az I. Liga játékvezetője. Az aktív nemzeti játékvezetéstől 2005-ben vonult vissza.

#### Nemzeti kupamérkőzések
Vezetett Kupa-döntők száma: 2.

##### Szlovén-kupa
| Időpont         | Helyszín                       | Mérkőzés típusa        | Mérkőzés              | Eredmény | Nézők száma |
| --------------- | ------------------------------ | ---------------------- | --------------------- | -------- | ----------- |
| 2002. május 8.  | Sports Park Stadion, Kidričevo | döntő második mérkőzés | NK Aluminij–ND Gorica | 1 – 2    | 1200        |
| 2005. május 17. | Petrol Stadion, Celje          | döntő                  | NK CM Celje–ND Gorica | 1 – 0    | 3800        |

### Nemzetközi játékvezetés
A Szlovén labdarúgó-szövetség Játékvezető Bizottsága (JB) terjesztette fel nemzetközi játékvezetőnek, a Nemzetközi Labdarúgó-szövetség (FIFA) 2000-től tartotta nyilván bírói keretében. Több nemzetek közötti válogatott és klubmérkőzést vezetett. A szlovén nemzetközi játékvezetők rangsorában, a világbajnokság-Európa-bajnokság sorrendjében többedmagával az 5. helyet foglalja el 1 találkozó szolgálatával. Az aktív nemzetközi játékvezetéstől 2006. december 31-én a FIFA 45 éves korhatárát elérve búcsúzott. Válogatott mérkőzéseinek száma: 4.

#### Világbajnokság
A világbajnoki döntőhöz vezető úton Dél-Koreába és Japánba a XVII., a 2002-es labdarúgó-világbajnokságra a FIFA JB bíróként alkalmazta.

##### Selejtező mérkőzés
| Időpont             | Helyszín                    | Mérkőzés típusa           | Mérkőzés            | Eredmény | Nézők száma |
| ------------------- | --------------------------- | ------------------------- | ------------------- | -------- | ----------- |
| 2001. szeptember 1. | Lokomotiv Stadion, Tbiliszi | előselejtező (8. csoport) | Grúzia–Magyarország | 3 – 1    | 6000        |

#### Nemzetközi kupamérkőzések

##### UEFA-kupa
| Időpont            | Helyszín                  | Mérkőzés típusa | Mérkőzés                         | Eredmény |
| ------------------ | ------------------------- | --------------- | -------------------------------- | -------- |
| 2001. augusztus 9. | Néo GSZP Stadion, Nicosia | selejtező       | Olimbiakósz Lefkoszíasz–Dunaferr | 2 – 2    |

## Sportvezetőként
Az aktív pályafutását befejezve A FIFA JB ellenőre.

## Magyar vonatkozás
| Időpont         | Helyszín               | Mérkőzés típusa              | Mérkőzés                  | Eredmény | Nézők száma |
| --------------- | ---------------------- | ---------------------------- | ------------------------- | -------- | ----------- |
| 2000. május 31. | Rába ETO Stadion, Győr | felkészülési (742. mérkőzés) | Magyarország–Szaúd-Arábia | 2 – 2    | 4000        |